# Блъдшот (филм)
„Блъдшот“ е американски супергеройски филм, основан на комиксовия герой със същото име.
Режисиран е от Дейвид. Ф. Уилсън (в режисьорския му дебют), а сценарият е дело на Джеф Уадлоу и Ерик Хайсерер. Главните роли се изпълняват от Вин Дизел, Ейса Гонсалес, Гай Пиърс, Тоби Кебъл и Сам Хюган. Филмът проследява историята на войник, убит по време на служба и върнат към живота от организация, целяща да го използва като оръжие.
Намеренията за филмова адаптация по комикса са обявени през 2012 г., като първоначално за главната роля е избран Джаред Лето. Вин Дизел получава главната роля през март 2018 г. Снимките започват в Южна Африка през август и продължават до октомври.